# Bartol I. Krški (Frankopan)
Bartol I. Krški ali Krški grof (? — Krk, pred 5. majem 1198.),  je bil hrvaški plemič,  iz hrvaške plemiške rodbine Frankopanov. Bil je sin krškega grofa Dujma I.  Z bratom Vidom I. je 23. 8. 1163 v dosmrtno uživanje dobil krško grofijo, ki jo je do tedaj imel njun oče, z obvezo plačila letne dajatve v višini 350 bizantinskih zlatnikov Benečanom. Leta 1181 je pomagal Benečanom, da so obdržali svoje posesti v Dalmaciji  pred osvajanjem hrvaško-ogrskega kralja Bele III, katerega oblast je segala do meja krških posesti. Brata sta otok Krk leta 1191 utrdila z izgradnjo gradu s sodiščem in ječo. Po bratovi smrti je Bartol sam upravljal z grofijo Krk kot beneški podanik. Leta 1197 je bil v sporu s podložniki zaradi neplačevanja dajatev, kar je v sporu reševal posebni odposlanec beneškega doža Enrica Dandola, ki je presodil v korist grofa Bartola. Razsodil je, da mora okoli 300 Krških podložnikov grofu plačati zaostale dajatve. 